# Жуков, Сергей Викторович
Сергей Викторович Жуков (род. 30 августа 1951, Житомир) — композитор, заслуженный деятель искусств России (2007), член Союза композиторов РФ (с 1980), председатель правления Союза московских композиторов.

## Биография
Сергей Жуков родился в 1951 году. Учился в Житомирском музыкальном училище, где занимался композицией с Заслуженным деятелем искусств Украины А. М. Стецюком. В 1978 году окончил Московскую Государственную консерваторию по классу композиции у профессора М. И. Чулаки, а в 1980 году – ассистентуру-стажировку. В 1978 году на Всесоюзном конкурсе молодых композиторов был награждён специальной премией Союза композиторов за Драматический триптих для солистов и симфонического оркестра на стихи В. Маяковского.
В 1980 году С. Жуков стал членом Союза композиторов СССР. Участвовал во многих всесоюзных, всероссийских и международных фестивалях новой музыки. Среди них – Международный фестиваль современной музыки «Московская Осень», на котором, начиная с 1982 года, было исполнено большинство премьер его симфонических и камерных сочинений. Выступал с авторскими концертами в России, а также в Европе и США.
Одной из особенностей творчества композитора является то, что он работает практически во всех жанрах. В его творческом багаже балеты, симфонии, инструментальные концерты, кантаты, оратория, мюзикл, камерная инструментальная и вокальная музыка, сочинения для хора, музыка для театра и кино, мультимедийные проекты, детская музыка.
Важной составляющей творчества С. Жукова является обращение к балетному жанру. Им написаны четыре балета. Все они поставлены. Среди них - балет «Солярис» в двух действиях по мотивам одноименного романа С. Лема, поставлен в апреле 1990 года Днепропетровским Государственным Театром Оперы и Балета; «Фатум», одноактный балет по мотивам поэмы М. Лермонтова «Демон», поставлен на сцене Санкт-Петербургского академического Малого театра оперы и балета им. М. Мусоргского в декабре 2001 года; «Аленький цветочек», балет в двух действиях по мотивам сказки С. Аксакова, поставлен в октябре 2007 года Днепропетровским Государственным Театром Оперы и Балета. Особо хочется выделить постановку на сцене Большого Театра России балета «Бессонница»,  написанного   по   заказу  театра   к  200-летию  со   дня   рождения  А. Пушкина в 1999 году. Одной из наиболее необычных работ в сценическом жанре следует назвать пантомиму «Подвенечная фата Пьеретты» по пьесе А. Шницлера, поставленном в Санкт-Петербургском театре «Приют Комедианта» в январе 2007 года. Спектакль был номинирован на премию «Золотой Софит»
Особое внимание автор уделяет жанру инструментального концерта. Так, в 1990 году им был написан Концерт для оркестра и солирующих ударных; в 1992 году – Концерт-партес для струнного оркестра; в 1997 – Concerto Sacra для фортепьянного трио и струнного оркестра, в 2016 «Dolce Dolore» концерт для кларнета/бас кларнета и струнного оркестра, в 2022 году - концерт для скрипки с оркестром «Assonance». В 1995 году был задуман макроцикл, состоящий из трёх сольных концертов для каждого из инструментов фортепьянного трио, а также, объединяющего их, тройного концерта. В цикл вошли Концерт-мистерия для скрипки, виолончели и фортепьяно с оркестром, который был написан в 1995 году, концерт для фортепьяно с оркестром «Silentium», /2001/; концерт для электронной виолончели «Гефсиманская ночь», /2003/; и концерт для скрипки с оркестром «День Ангела», /2004/. Цикл посвящён Трио сестёр Бековых. Все три сольных концерта является своеобразными портретами каждой из участниц Трио. В 2002 году газетой «Музыкальное обозрение»» за цикл инструментальных концертов «Silentium», «Гефсиманская ночь», «День Ангела» С. Жукову был вручён диплом «Композитор года».
Большое значение в своём творчестве автор уделяет жанрам вокальной музыки. Им написаны романсы и вокальные циклы на стихи А. Пушкина, М. Лермонтова,  Л. Андреева, М. Цветаевой, В Маяковского, Т. Шевченко, Арс. Тарковского, Э. Межелайтиса, М. Метерлинка, Л. Элтанг, голландских поэтов XX века Поля Ван Эйка и Яна Хендрика Леопольда – оба сочинения написаны на голландском языке. Часто в своих вокальных сочинениях автор использует народные тексты. Важным моментом является его обращение к духовной музыке, написанной на канонические тексты для хора a’cappella.
В жанрах камерной инструментальной музыки предпочтение отдаётся сольным инструментам, прежде всего – фортепьяно, виолончели, скрипке, кларнету, флейте, органу. Характерно также частое использование ударных инструментов в различных инструментальных составах.
С 1987 по 1993 годы С. Жуков участвовал в работе Всесоюзной комиссии хоровой и кантатно-ораториальной музыки Союза композиторов СССР, которую возглавлял Г. Свиридов. В 1992 – 1993 учебном году преподавал на кафедре инструментовки в Московской Государственной консерватории. С 1990 по 2023 год избирался членом правления Союза московских композиторов. С 1998 года входит в состав приёмной комиссии, а также является членом оргкомитета фестиваля «Московская Осень». С 2023 года С. Жуков председатель правления Союза московских композиторов.

## Произведения
- симфонии
- инструментальные концерты
  - Концерт для оркестра и солирующих ударных (1990)
  - Концерт-партес для струнного оркестра (1992)
  - Concerto Sacra для фортепьянного трио и струнного оркестра (1997)
  - «Dolce Dolore» концерт для кларнета/бас кларнета и струнного оркестра (2016)
  - «Книга перемен» для приготовленного рояля и симфонического оркестра (2018)
  - второй концерт для скрипки с оркестром "Assonance" (2022)
  - макроцикл[2], состоящий из трёх сольных концертов для каждого из инструментов фортепьянного трио и объединяющего их тройного концерта:
    - «Концерт-мистерия» для скрипки, виолончели и фортепьяно с оркестром (1995)
    - концерт для фортепьяно с оркестром «Silentium» (2001)
    - концерт для электронной виолончели «Гефсиманская ночь» (2003)
    - первый концерт для скрипки с оркестром «День Ангела» (2004)
- балеты
  - «Солярис» (в двух действиях по мотивам одноимённого фантастического романа С. Лема) — поставлен Днепропетровским театром оперы и балета (апрель 1990)
  - «Фатум» (одноактный, по мотивам поэмы М. Лермонтова «Демон») — поставлен Михайловским театром (декабрь 2001)
  - «Аленький цветочек» (в двух действиях по мотивам сказки С. Аксакова) — поставлен Днепропетровским театром оперы и балета (октябрь 2007)
  - «Бессонница» (написан по заказу театра к 200-летию со дня рождения А. Пушкина) — поставлен Большим театром (1999)
  - «Подвенечная фата Пьеретты» (пантомима по пьесе А. Шницлера) — поставлена в Санкт-Петербургском театре «Приют Комедианта» (январь 2007); спектакль был номинирован на премию «Золотой софит».
  - «Леди Макбет Мценского уезда» пластическая драма по мотивам очерка Н. Лескова, Премьера 1 марта 2018 года на сцене Владимирского театр драмы
- оратория, кантаты
- камерная инструментальная и вокальная музыка
  - романсы и вокальные циклы на стихи А. Пушкина, М. Лермонтова, Л. Андреева, М. Цветаевой, В. Маяковского, Арс. Тарковского, Э. Межелайтиса, М. Метерлинка, Л. Элтанг, а также голландских поэтов XX века Поля Ван Эйка и Яна Хендрика Леопольда
- сочинения для хора
  - духовная музыка на канонические тексты для хора a cappella
- музыка для театра и кино
  - 2007 Бухта пропавших дайверов
  - 2006 Безмолвие | Silence | Zwijgen, Het (Нидерланды)
  - 2002 Земное и небесное (документальный)
  - 1992 Бег по солнечной стороне
  - 1988 Семь дней Надежды (текст песен Ростислава Виноградова)
  - 1988 Происшествие в Утиноозерске
  - 1983 Молодость, выпуск 5-й (киноальманах)
  - 1983 Полоса везения
  - 1980 Эрмитаж (документальный)
  - 1980 Золотая кладовая Эрмитажа
  - 1979 Русский фарфор. Художник Леонов (документальный)
  - 1978 Рассказы о художниках (документальный)
  - 1978 Статис Красаускас
- мультимедийные проекты
- детская музыка.

## Награды и признание
призы и награды:
- Заслуженный деятель искусств РФ[1];
- Специальная премия Союза композиторов на Всесоюзном конкурсе молодых композиторов — за «Драматический триптих» для солистов и симфонического оркестра на стихи В. Маяковского (1978);
- диплом «Композитор года» газеты «Музыкальное обозрение» — за цикл инструментальных концертов Silentium, «Гефсиманская ночь», «День Ангела» (2002).